# دوکودوف پیروشه
دوکودوف پیروشه (به لهستانی:  Dokudów Pierwszy) یک روستا در لهستان است که در گمینا بیاوا پودلاسکا واقع شده‌است. دوکودوف پیروشه ۲۵۲ نفر جمعیت دارد.